# Ronde van Frankrijk 2025/Vierde etappe
De vierde etappe van de Ronde van Frankrijk 2025 werd verreden op 8 juli. De Sloveen Tadej Pogačar versloeg de Nederlandse geletruidrager Mathieu van der Poel en de Deen Jonas Vingegaard in de sprint met een kleine groep en behaalde zo de honderdste profzege uit zijn loopbaan.

## Parcours
De etappe startte in Amiens. De tussensprint lag na 143,3 kilometer in Saint-Adrien. Daarnaast moesten onderweg twee beklimmingen van de derde categorie en twee van de vierde categorie worden gedaan. Na 174,2 kilometer lag de finish in Rouen.

## Koersverloop
In tegenstelling stelling tot de vorige etappe, was er nu wel animo voor een vlucht en meteen was de eerste aanval van de Noor Jonas Abrahamsen en de Fransman Lenny Martinez raak.  Later staken ook de Fransman Thomas Gachignard en de Deen Kasper Asgreen nog over en zo vormden ze een kopgroep van vier. Asgreen was als eerste boven op de eerste beklimming en bij de tussensprint kwam Abrahamsen als eerste over de streep. In het peloton werd de vijfde plek voor de tussensprint gewonnen door Jonathan Milan, voor Biniam Girmay en Tim Merlier. Ondanks een paar kleine valpartijen kwam het peloton steeds dichterbij en op de volgende beklimming, de Côte de Belbeuf, was alleen Martinez nog vooruit voor het peloton. Niet snel daarna werd ook hij teruggepakt. 
Op de volgende twee klimmetjes werd een hoog tempo gereden door onder andere UAE Team Emirates-XRG en Alpecin-Deceuninck, waardoor er geen echte demarrages waren. Door het hoge tempo werd het peloton ook uitgedund en onder andere Florian Lipowitz werd gelost. Op de laatste gecategoriseerde klim werd door Tiesj Benoot, Jhonatan Narváez en João Almeida het tempo hoog gelegd voor hun kopmannen. Op 300 m onder de top demarreerde Tadej Pogačar die alleen gevolgd kon worden door Jonas Vingegaard. Het groepje daarachter werd gevormd door Remco Evenepoel, Matteo Jorgenson, Oscar Onley, Almeida en Mathieu van der Poel en dit groepje wist nog terug te keren bij de twee leiders. Almeida wist dit groepje te controleren tot de laatste meters, toen op 200 m van de streep Van der Poel aan de sprint begon. Pogačar kwam er echter nog voorbij en wist de etappe te winnen, waarmee hij zijn honderdste zege ooit behaalde. Vingegaard werd derde.

### Tussenpunten
| Type                | Locatie                             | KM    | Eerste                     | Tweede           | Derde          |
| ------------------- | ----------------------------------- | ----- | -------------------------- | ---------------- | -------------- |
| Bergsprint (Cat. 4) | Côte Jacques Anquetil               | 128,2 | Kasper Asgreen             |                  |                |
| Tussensprint        | Saint-Adrien                        | 143,3 | Jonas Abrahamsen           | Kasper Asgreen   | Lenny Martinez |
| Bergsprint (Cat. 3) | Côte de Belbeuf                     | 146,6 | Lenny Martinez             | Tim Wellens      |                |
| Bergsprint (Cat. 4) | Côte de Bonsecours-Stèle Jean Robic | 154,4 | Anders Halland Johannessen |                  |                |
| Bergsprint (Cat. 4) | Côte de la Grand'Mare               | 162,1 | Tim Wellens                |                  |                |
| Bergsprint (Cat. 3) | Rampe Saint-Hilaire                 | 169,0 | Tadej Pogačar              | Jonas Vingegaard |                |

## Uitslag etappe
| Amiens – Rouen (174,2 km) |                      |                       |          |
| Plaats                    | Naam                 | Ploeg                 | Tijd     |
| Winnaar                   | Tadej Pogačar        | UAE Team Emirates-XRG | 3u50'29" |
| 2                         | Mathieu van der Poel | Alpecin-Deceuninck    | z.t.     |
| 3                         | Jonas Vingegaard     | Visma \| Lease a Bike | z.t.     |
| 4                         | Oscar Onley          | Picnic PostNL         | z.t.     |
| 5                         | Romain Grégoire      | Groupama-FDJ          | z.t.     |
| 6                         | João Almeida         | UAE Team Emirates-XRG | z.t.     |
| 7                         | Remco Evenepoel      | Soudal Quick-Step     | + 3"     |
| 8                         | Matteo Jorgenson     | Visma \| Lease a Bike | z.t.     |
| 9                         | Mattias Skjelmose    | Lidl-Trek             | + 7"     |
| 10                        | Kévin Vauquelin      | Arkéa-B&B Hotels      | + 10"    |

 –  Lenny Martinez was de strijdlustigste renner van de etappe.

## Klassementen

### Algemeen klassement
| Algemeen klassement (gele trui) |                      |                       |           |
| Plaats                          | Naam                 | Ploeg                 | Tijd      |
| Gele trui                       | Mathieu van der Poel | Alpecin-Deceuninck    | 16u46'00" |
| 2                               | Tadej Pogačar        | UAE Team Emirates-XRG | z.t.      |
| 3                               | Jonas Vingegaard     | Visma \| Lease a Bike | + 8"      |
| 4                               | Matteo Jorgenson     | Visma \| Lease a Bike | + 19"     |
| 5                               | Kévin Vauquelin      | Arkéa-B&B Hotels      | + 26"     |
| 6                               | Enric Mas            | Movistar              | + 48"     |
| 7                               | Oscar Onley          | Picnic PostNL         | + 55"     |
| 8                               | João Almeida         | UAE Team Emirates-XRG | z.t.      |
| 9                               | Remco Evenepoel      | Soudal Quick-Step     | + 58"     |
| 10                              | Mattias Skjelmose    | Lidl-Trek             | + 1'02"   |

### Puntenklassement
| Puntenklassement (groene trui) |                      |                       |        |
| Plaats                         | Naam                 | Ploeg                 | Punten |
| Groene trui                    | Jonathan Milan       | Lidl-Trek             | 92     |
| 2                              | Biniam Girmay        | Intermarché-Wanty     | 87     |
| 3                              | Mathieu van der Poel | Alpecin-Deceuninck    | 80     |
| 4                              | Tadej Pogačar        | UAE Team Emirates-XRG | 80     |
| 5                              | Tim Merlier          | Soudal Quick-Step     | 72     |
| 6                              | Anthony Turgis       | TotalEnergies         | 57     |
| 7                              | Søren Wærenskjold    | Uno-X Mobility        | 46     |
| 8                              | Paul Penhoët         | Groupama-FDJ          | 43     |
| 9                              | Jonas Vingegaard     | Visma \| Lease a Bike | 40     |
| 10                             | Romain Grégoire      | Groupama-FDJ          | 34     |

### Bergklassement
| Bergklassement (bolletjestrui) |                            |                       |        |
| Plaats                         | Naam                       | Ploeg                 | Punten |
| Bolletjestrui                  | Tadej Pogačar              | UAE Team Emirates-XRG | 5      |
| 2                              | Tim Wellens                | UAE Team Emirates-XRG | 5      |
| 3                              | Jonas Vingegaard           | Visma \| Lease a Bike | 3      |
| 4                              | Lenny Martinez             | Bahrain Victorious    | 2      |
| 5                              | Benjamin Thomas            | Cofidis               | 2      |
| 6                              | Kévin Vauquelin            | Arkéa-B&B Hotels      | 1      |
| 7                              | Anders Halland Johannessen | Uno-X Mobility        | 1      |
| 8                              | Kasper Asgreen             | EF Education-EasyPost | 1      |
| 9                              | Andreas Leknessund         | Uno-X Mobility        | 1      |

### Jongerenklassement
| Jongerenklassement (witte trui) |                     |                            |           |
| Plaats                          | Naam                | Ploeg                      | Tijd      |
| Witte trui                      | Kévin Vauquelin     | Arkéa-B&B Hotels           | 16u46'26" |
| 2                               | Oscar Onley         | Picnic PostNL              | + 29"     |
| 3                               | Remco Evenepoel     | Soudal Quick-Step          | + 32"     |
| 4                               | Mattias Skjelmose   | Lidl-Trek                  | + 36"     |
| 5                               | Joseph Blackmore    | Israel-Premier Tech        | + 1'15"   |
| 6                               | Jenno Berckmoes     | Lotto                      | + 1'23"   |
| 7                               | Florian Lipowitz    | Red Bull-BORA-hansgrohe    | z.t.      |
| 8                               | Carlos Rodríguez    | INEOS Grenadiers           | + 1'39"   |
| 9                               | Ben Healy           | EF Education-EasyPost      | + 3'51"   |
| 10                              | Bastien Tronchon    | Decathlon AG2R La Mondiale | + 4'55"   |
|                                 |                     |                            |           |
| 22                              | Frank van den Broek | Picnic PostNL              | + 18'48"  |

### Ploegenklassement
| Plaats | Ploeg                           | Tijd      |
| ------ | ------------------------------- | --------- |
|        | Team Visma \| Lease a Bike      | 50u19'52" |
| 2      | Groupama-FDJ                    | + 44"     |
| 3      | UAE Team Emirates-XRG           | + 1'34"   |
| 4      | Cofidis                         | + 3'54"   |
| 5      | Decathlon AG2R La Mondiale Team | + 5'05"   |

1e etappe ·
2e etappe ·
3e etappe ·
4e etappe ·
5e etappe ·
6e etappe ·
7e etappe ·
8e etappe ·
9e etappe ·
10e etappe ·
11e etappe ·
12e etappe ·
13e etappe ·
14e etappe ·
15e etappe ·
16e etappe ·
17e etappe ·
18e etappe ·
19e etappe ·
20e etappe ·
21e etappe
Startlijst · Eindstanden · Afbeeldingen